# Volcán Ata
El volcán Ata es un estratovolcán de 6501 metros de altitud que se ubica en la frontera entre Argentina y Chile (entre la argentina Provincia de Catamarca y la chilena Región de Atacama).

## Ubicación
Considerado como uno de los volcanes más altos del mundo, se ubica en una pequeña cadena volcánica, relativamente cerca de la Laguna Verde. A unos 15 kilómetros, se ubica el nevado Ojos del Salado y al noroeste no tiene otro vecino gigante, por lo que su altura domina la depresión intermedia.